# Chatrud
Chatrūd (farsi چترود) è una città dello shahrestān di Kerman, circoscrizione di Chatrud, nella provincia di Kerman. Aveva, nel 2006, una popolazione di 5.660 abitanti. Si trova a nord di Kerman. 